# Yingxiong Ernü
Yingxiong Ernü (xinès simplificat: 英雄儿女, pinyin: Yīngxióng Érnǚ, literalment 'Fills i filles heroics') és una pel·lícula bèl·lica xinesa ambientada en la guerra de Corea i que va ser produïda el 1964 per l'estudi de cinema de Changchun.
A principis de 1952, durant la guerra de Corea, l'escriptor xinès Ba Jin va rebre la comanda de Cao Yu i Ding Ling de participar en l'equip de creació de la Federació Nacional de Literatura i Art. El 1961 apareix una novel·la de Ba Liang, "Reunió", que narra una història de pares i fills immersos en el camp de batalla. Xia Yan, llavors viceministre del Ministeri de Cultura, va encarregar una adaptació cinematogràfica a l'estudi de cinema de Changchun.
La pel·lícula glorifica el sacrifici personal en nom de la revolució i proposa una nova definició de família basada en valors revolucionaris compartits. Es narra la història de Wang Cheng, un jove que s'escapa d'un hospital per a demanar al seu comandant de ser enviat al front, que li ho permet en descobrir que és el fill d'un vell amic. En morir en una acció de guerra, la companyia decideix fer una representació per a que tots aprenguen de la seua història de sacrifici. Una de les participants és Wang Fang, germana menuda de Cheng, i més tard es descobrirà que adoptada, ja que el seu pare biològic no és altre que el comandant, ja que hagué de cedir-la al seu amic en ser capturat ell i la seua dona per agents del Guomindang mentre treballaven per al Partit Comunista. Finalment, els dos amics i la jove es reuneixen i descobreixen la veritat.
La història del sacrifici del personatge Wang Cheng a la pel·lícula està basada en la història real de Yang Gensi, considerat com un heroi per la realització d'un atac suïcida contra les posicions enemigues amb un paquet explosiu.